# 蓝枕蓝鸦
蓝枕蓝鸦（学名：Cyanocorax heilprini），是鸦科蓝鸦属的一种，分布于巴西、委内瑞拉和哥伦比亚。全球活动范围约为141,000平方千米。该物种的保护状况被评为无危。
蓝枕蓝鸦的栖息地包括亚热带或热带的旱林、亚热带或热带的湿润低地林、干燥的稀树草原、亚热带或热带严重退化的前森林和亚热带或热带的（低地）干燥疏灌丛。